# Apelsinmannen (film)
Apelsinmannen är en svensk TV-film i två delar från 1990 i regi av Jonas Cornell. Serien bygger på Birgitta Stenbergs roman med samma namn och i rollerna ses bland andra Görel Crona, Thomas Hellberg och Rikard Wolff.

## Handling
Birgitta är en ung student på 1950-talet. Hon bor bland knarklangare, prostituerade, homosexuella och mördare i Stockholm. Omständigheter och utsvävningar i hennes liv gör att hon får en viss inblick i den så kallade Kejneaffären. Birgitta fyller på sin svarta anteckningsbok med detaljer och händelser som hon samlar som underlag till en bok som hon hoppas få skriva i framtiden.

## Rollista
- Görel Crona – Birgitta
- Thomas Hellberg – Mikaelsson, "Apelsinmannen"
- Rikard Wolff – Paul Andersson
- Johan Rabaeus – Erlandsson
- Björn Granath – Stånghammar
- Lisa Hugoson – Lasse
- Göran Graffman – kriminalpolisintendenten
- Peter Haber – pastor Kejne
- Sten Johan Hedman	– pastor Mauritius
- Mathias Henrikson	– statssekreteraren
- Carl Kjellgren – journalist
- Peter Hüttner – doktor
- Figge Norling – förståndshandikappad yngling
- Claes Månsson – Mäkelin
- Marianne Hedengrahn – Birgittas mamma
- Bengt Krantz – Voyeuren

## DVD
Serien gavs ut på DVD 2011.

## Om filmen
Filmen producerades av Bert Sundberg och Lasse Lundberg för Moviemakers och Sveriges Televisions Kanal 1. Den fotades av Peter Fischer och spelades in efter ett manus av Lars Bill Lundholm, Thomas Borgström och Stenberg. Musiken komponerades av Jan Tolf. Filmen premiärvisades i två 60-minutersavsnitt den 10 september och 11 september 1990. 1991 belönades serien med priset Prix Europa i fiction-klassen vid en festival i Reykjavik.